# Alice (canción de Avril Lavigne)
«Alice»—en español: «Alicia»—es una canción interpretada por la cantante y compositora canadiense Avril Lavigne. Se lanzó en las radios el 27 de enero y en iTunes el 29 del mismo mes como parte de la promoción del film de Tim Burton Alicia en el país de las maravillas y su banda sonora, siendo el primer sencillo del álbum; la pista también fue incluida en el cuarto álbum de estudio de Lavigne Goodbye Lullaby. «Alice» es una pista rock, pop cuya instrumentación incluye piano, guitarra y tambores y su letra se centra en la supervivencia del personaje Alicia en el film de Tim Burton. La pista recibió comentarios variados de parte de los críticos de música contemporánea, los cuales destacaron la voz de la intérprete. Bill Lamb, del sitio de crítica About.com le dio a la canción cuatro de cinco estrellas, apreciando la interpretación entregada por Lavigne del dilema de Alicia. Comento que la voz de la intérprete es «muy emocional» y que dicha emoción «expresa la confusión de Alicia cayendo por el agujero del conejo blanco», mientras que Mark Ingoldsby del sitio web 411mania.com entregó una reseña negativa, comentando que «aparentemente Lavigne fue incapaz de elaborar una letra ingeniosa, que presentara una imagen interesante a través de metáforas creativas».

## Antecedentes y estructura
«Alice» fue escrita por la cantautora canadiense Avril Lavigne, producida por Butch Walker y grabada durante el 2009. Respecto a lo que fue escribir la canción, Lavigne dijo:

Simplemente, comencé con los acordes... trate de hacer encajar algo que [aún] me parece hermoso, musicalmente hablando. Nunca había escrito la letra primero para hacer la melodía después, la melodía era siempre lo primero que realizaba, luego la letra surgía por si sola, con esta canción fue muy diferente.
Avril Lavigne durante una entrevista para la BBC.

Durante una entrevista con el presentador estadounidense Ryan Seacrest, Lavigne reveló que los directores de Walt Disney Pictures se interesaron en que escribiera una canción para la banda sonora poco después de que les revelara que se encontraba trabajando en su cuarto álbum de estudio. Luego de que las discusiones entre el representante de Avril y Tim Burton finalizaran, la intérprete del tema comenzó a escribirlo, respecto a esto Lavigne comento: «apenas colgué mi teléfono, salte al piano pues me encontraba sumamente inspirada; [...] había sido designada para escribir un tema para la película, tenía prácticamente todas las imágenes en mi cabeza». Lavigne describió la canción como «más oscura que sus trabajos anteriores», para después añadir que era ese el resultado que buscaba y que la escribió pensando en los puntos de vista del personaje principal del film para el cual estaba destinada la canción. Posteriormente a estos comentarios dijo que la idea de «sobrevivir» lo que vivió Alicia en la película, fue su gran inspiración para crear el coro de la canción.
La canción se asocia con los géneros pop y rock y en su instrumentación se usan principalmente guitarras acústicas, piano y tambores. «Alice» está compuesta en un compás de cuatro cuartos y posee un tempo moderado de 120 pulsaciones por minuto. El tema está en la tonalidad de do mayor. El registro vocal de Avril Lavigne abarca dos octavas, desde sol #3 a fa #5 y su progresión armónica es de do-sol.

## Recepción

### Comentarios de la crítica
«Alice» recibió, en general, respuestas variadas de parte de los críticos de música contemporánea. En su reseña para la banda sonora Almost Alice, William Ruhlmann de Allmusic describió a «Alice» como una «una típica canción de pop-rock adolescente que se autoafirma» y notó que «era muy apropiada para tener una gran difusión en Radio Disney». Todd Martens, escribiendo para el diario Los Angeles Times entregó una reseña mixta de la canción aludiendo a que «es más oscura, con una visión más angustiosa», posteriormente agregó que el tema regresaba al sonido que Lavigne entregó en su álbum Under My Skin y describió el inicio de la canción como «prometedor, con sintetizadores que ondulan entre una pesadilla y un sueño». Respecto al contenido lírico del tema, Martens comento que «la persona que escuche esta canción nunca obtendrá una buena imagen del alocado mundo que Lavigne intento presentar en ella». Bill Lamb, del sitio de crítica About.com le dio a la canción cuatro de cinco estrellas, apreciando la interpretación entregada por Lavigne del dilema de Alicia. Comento que la voz de la intérprete es «muy emocional» y que dicha emoción «expresa la confusión de Alicia cayendo por el agujero del conejo blanco».

«Alice» funciona como una evocación emotiva y dramática a las luchas que se dan en los momentos confusos de la vida, el ver las escena de la película incluidas en el video musical, hará que las personas se pongan deseosas de ver la historia que generó este tema, en la cual prima el instinto de supervivencia. [...] El sonido de la canción atrapara a los oyentes al instante. Es difícil saber si va a ser un hit importante y exitoso, pero la canción no proporciona una publicidad adecuada a la película próxima a estrenarse.
Bill Lamb.

Respecto al contenido lírico de la canción Lamb comento que: «La letra del tema salta airosa fuera de este», Avril lavigne llevó directamente a «Alice» a un contexto contemporáneo, esto ayudara a que sus fanáticos más jóvenes puedan ver con mayor claridad las aplicaciones metafóricas de Alicia en el país de las maravillas en los temas y dilemas de la actualidad.
De acuerdo con la evaluación del diario canadiense Calgary Herald, «Alice» es una de las «mejores canciones dentro de la carrera de Lavigne», posteriormente agregaron que, por lo demás, el repertorio de Avril no está a la altura de la propaganda que se le da. Nick Levine de la página web británica Digital Spy llama a la canción como una «gran y angustiosa balada rock», considerándola «cinematográfica» y a veces «espectral», posteriormente mencionó que la canción debe ser escuchada en repetidas ocasiones para ser apreciada. Becky Bain del sitio web Idolator comenzó su reseña elogiando la letra creada por Avril Lavigne, ya que según su opinión «contiene un sentimiento genuino», agregando que sus «palabras de aliento resonaran entre los adolescentes». Bain dijo estar decepcionada por el coro del tema, argumentando que «el mayor problema de la canción, es que Lavigne trata de imitar a Amy Lee, emitiendo constantemente chirridos al tratar de llegar a las notas más altas. Esto vuelve difícil escuchar la canción si te ves obligado a hacer muecas cada vez que se escucha el coro».
De parte del sitio web 411mania.com Mark Ingoldsby entregó una reseña negativa, comentando que «aparentemente Lavigne fue incapaz de elaborar una letra ingeniosa, que presentara una imagen interesante a través de metáforas creativas». Insgolby subtituló su crítica como «lamento de una falla», ya que a pesar de que aprecio el inicio del tema, al que llamó como «extraño y cautivador» y describió la voz de Avril como «nada especial, pero muy agradable», dijo que el resto de la canción -desde la segunda parte del primer verso- no era más que la recreación de una Alanis Morissette que canta fuera del estudio. El diario USA Today llamó a «Alice» como la mejor canción del álbum Almost Alice.

### Resultado comercial
En Norteamérica, la canción logró entrar en la lista de éxitos de los Estados Unidos Billboard Hot 100 debutando y manteniéndose en la posición setenta y uno durante tres semanas consecutivas antes de salir del listado. En las listas canadienses, «Alice» logró entrar en el puesto número sesenta, manteniéndose en dicha posición durante nueve semanas de manera consecutiva para posteriormente avanzar al puesto cincuenta y uno durante su décima y última semana en el ranking. La pista llegó a sus mejores puestos en las listas de éxitos asiáticas, en Japón logró entrar en su lista semanal Japan Hot 100 alcanzando el puesto número cuatro; así como en su lista de fin de año llegando hasta la posición cuarenta y siete. También logró entrar en el conteo de Corea del Sur Gaon International en el sexto puesto.
«Alice» entró en numerosos conteos europeos, incluyendo el European Hot 100 Singles, en el cual consiguió el puesto cincuenta y cuatro. En Alemania y Austria llegó hasta los puestos número veintisiete y diecinueve dentro de las listas Media Control GfK y Ö3 Austria Top 40, respectivamente. También entró en la lista de sencillos de la región flamenca de Bélgica alcanzando el puesto número diecinueve y manteniéndose en el durante tres semanas. Luego, se ubicó en el puesto número cuarenta y tres del conteo español de tonos para celulares.

## Vídeo musical
El videoclip de «Alice» se filmó los días 26 y 27 de enero de 2010, en el Arboreto y Jardín Botánico del Condado de Los Ángeles, fue dirigido por Dave Meyers y lanzado el 17 de febrero. Meyers dijo que la intención era «capturar la calidad inquietante de la música en vídeo y presentarla con un toque gótico». Tim Burton no estuvo involucrado con el montaje del clip y el director y la cantante del mismo no tuvieron información de la película hasta que esta estuvo terminada, por lo que según ellos tuvieron que «utilizar su imaginación para crear concepto del video», decidiendo hacer una «Avril en el País de las Maravillas». Dave quiso hacer una pequeña historia, pero sin utilizar una gran cantidad de escenas de la película.

### Trama
Al comienzo del video, Avril corre tras un conejo blanco. A continuación, entra en el bosque (se inicia la música de piano) y cae en un agujero profundo. En este punto aparece una escena de Alicia en el País de las Maravillas, en la que el personaje de Alicia se está cayendo por el pasadizo que conduce a dicho lugar, lo que representa a Avril. Poco después, Lavigne es mostrada en un desayuno con el sombrerero Loco en el que está con un vestido negro. Cuando el coro de la canción comienza, Lavigne se levanta y huye de la escena, en dirección a un piano rodeado de setas gigantes. A continuación, el video muestra a la canadiense corriendo a través de un bosque de árboles con abundante niebla. Varias escenas de la película se muestran en una sucesión de imágenes, antes de presentar nuevamente a Lavigne, corriendo hacia una abertura en el bosque. Cuando ella sale de la misma, aparece vestida con la misma ropa informal que tenía en el inicio del vídeo.
En marzo de 2010, la línea estadounidense de tiendas de vestuario Kohl's anunció una nueva versión del videoclip. En esta versión no hay imágenes de la película, haciendo mayor hincapié en las escenas de Avril, su caminar por el bosque y tocar el piano, se incluyeron efectos especiales que no estaban en la primera versión del vídeo, como luciérnagas brillantes que vuelan alrededor de la cantante.

## Presentaciones en vivo
Avril Lavigne presentó «Alice» en numerosos escenarios. La cantante interpretó el tema en conocidos programas estadounidenses, entre los que destacan The Tonight Show With Jay Leno y Chelsea Lately.

## Lista de canciones
- Descarga digital

| «Alice» — Sencillo |         |               |          |  |
| N.º                | Título  | Escritor(es)  | Duración |  |
| 1.                 | «Alice» | Avril Lavigne |          |  |
| 3:33               |         |               |          |  |

| «Alice» — Sencillo (Alemania) |                      |                 |          |  |
| N.º                           | Título               | Escritor(es)    | Duración |  |
| 1.                            | «Alice»              | Avril Lavigne   | 3:33     |  |
| 2.                            | «Welcome to Mystery» | Plain White T's | 4:27     |  |

## Posicionamiento en listas
| Listas (2010)                             | Mejor posición |
| ----------------------------------------- | -------------- |
| Alemania (Media Control Charts)           | 27             |
| Australia (ARIA)                          | 39             |
| Austria (Ö3 Austria Top 40)               | 19             |
| Bélgica (Ultratop 50) Flanders            | 19             |
| Canadá (Canadian Hot 100)                 | 51             |
| Corea del Sur (Gaon)                      | 6              |
| Escocia (Official Charts Company)         | 55             |
| Eslovaquia (Radio Top 100)                | 58             |
| España (PROMUSICAE)                       | 43             |
| Estados Unidos (Billboard Hot 100)        | 71             |
| Europa Digital Songs (Billboard)          | 54             |
| Japón (Japan Hot 100)                     | 4              |
| Países Bajos (Dutch Top 40)               | 99             |
| Reino Unido (UK Singles Chart)            | 59             |
| República Checa (Singles Digitál Top 100) | 24             |
| Suiza (Schweizer Hitparade)               | 73             |

## Certificaciones
| País  | Organismo certificador | Certificación | Ventas certificadas | Ref    |
| ----- | ---------------------- | ------------- | ------------------- | ------ |
| Japón | RIAJ                   | Oro           | 100 000             | [ 51 ] |

## Premios y nominaciones
El sencillo «Alice» fuer nominado en distintas ceremonias de premiación. A continuación, una lista de las candidaturas que recibió:
| Año  | Ceremonia                    | Premio                                         | Resultado |
| ---- | ---------------------------- | ---------------------------------------------- | --------- |
| 2010 | MuchMusic Video              | «Vídeo internacional del año de un canadiense» | Nominado  |
| 2010 | MuchMusic Video              | «Vídeo favorito» (a elección del público)      | Nominado  |
| 2010 | Kid's Choice Awards México   | «Canción favorita»                             | Nominada  |
| 2010 | Premios Satellite            | «Mejor canción original»                       | Nominada  |
| 2011 | MTV Video Music Awards Japan | «Mejor canción de karaoke»                     | Nominada  |
| 2011 | MTV Video Music Awards Japan | «Mejor video musical»                          | Ganador   |